# رودني بي. جينس
رودني بي. جينس (بالإنجليزية: Rodney B. Janes)‏ هو سياسي أمريكي، ولد في 21 أكتوبر 1892، وتوفي في 26 مايو 1973. حزبياً، نشط في الحزب الجمهوري. وقد انتخب عضو مجلس ولاية نيويورك.